# Robert Vermeire
 (janvier 2025).
Si vous disposez d'ouvrages ou d'articles de référence ou si vous connaissez des sites web de qualité traitant du thème abordé ici, merci de compléter l'article en donnant les références utiles à sa vérifiabilité et en les liant à la section « Notes et références ».
Robert Vermeire (né le 2 novembre 1944 à Beernem) est un coureur cycliste belge.
Spécialisé en cyclo-cross, il a été champion du monde de cyclo-cross amateur en 1970, 1971, 1974, 1975 et 1977, ainsi que huit fois champion de Belgique.

## Palmarès
- 1965
  - 3e du championnat de Belgique de cyclo-cross amateur
- 1969
  - 2e du championnat de Belgique de cyclo-cross amateur
  - 3e du championnat du monde de cyclo-cross amateur
- 1970
  -  Champion du monde de cyclo-cross amateur
  -  Championnat de Belgique de cyclo-cross amateur
  - Noordzeecross
- 1971
  -  Champion du monde de cyclo-cross amateur
  -  Championnat de Belgique de cyclo-cross amateur
- 1972
  -  Championnat de Belgique de cyclo-cross amateur
  - 10e du championnat du monde de cyclo-cross amateur
- 1973
  -  Championnat de Belgique de cyclo-cross amateur
  - 2e du championnat du monde de cyclo-cross amateur
- 1974
  -  Champion du monde de cyclo-cross amateur
  - 2e du championnat de Belgique de cyclo-cross amateur
- 1975
  -  Champion du monde de cyclo-cross amateur
  -  Championnat de Belgique de cyclo-cross amateur
- 1976
  -  Championnat de Belgique de cyclo-cross amateur
  - 2e du championnat du monde de cyclo-cross amateur
- 1977
  -  Champion du monde de cyclo-cross amateur
  -  Championnat de Belgique de cyclo-cross amateur
  - Cyclo-cross de Diegem
- 1979
  - Druivencross
  - 3e du championnat du monde de cyclo-cross
  - 3e du championnat de Belgique de cyclo-cross
- 1980
  - 2e du championnat de Belgique de cyclo-cross
  - 8e du championnat du monde de cyclo-cross
- 1981
  - 2e du championnat de Belgique de cyclo-cross
  - 6e du championnat du monde de cyclo-cross
- 1982
  - 2e du championnat de Belgique de cyclo-cross
  - 4e du championnat du monde de cyclo-cross
- 1983
  - 2e du championnat de Belgique de cyclo-cross
  - 6e du championnat du monde de cyclo-cross
- 1984
  - 2e du championnat de Belgique de cyclo-cross
  - 4e du championnat du monde de cyclo-cross
- 1985
  - 3e du championnat de Belgique de cyclo-cross
- 1986
  - 10e du championnat du monde de cyclo-cross